# Видземе (село)
Видземе (латыш. Vidzeme) — населённый пункт в Смилтенском крае Латвии. Административный центр Брантской волости. Располагается у юго-западной окраины города Смилтене. Расстояние до города Валка составляет около 52 км. По данным на 2015 год, в населённом пункте проживало 183 человека.

## История
В советское время населённый пункт носил название Вартниеки (латыш. Vārtnieki) и был центром Брантского сельсовета Валкского района. В селе располагался животноводческий совхоз «Видземе».